# Sissy Prozac
Sissy Prozac var ett svenskt rockband bestående av bland andra Ola Rapace och Sunil Munshi. Bandet bildades i Göteborg 1996 och släppte sin första skiva, Uppers For Downers år 2000. Albumet Speed släpptes 2003. Utöver Rapace och Munshi bestod Sissy Prozac av Jesper Hörberg, Tristan Jeanneau och André Sjöberg. Bandet lades ner 2007 och man hade då kommit halvvägs med det tredje albument Mantra.

## Medlemmar
- Ola Rapace – gitarr
- Sunil Munshi – sång
- Jesper Hörberg – trummor
- Tristan Jeanneau – basgitarr
- André Sjöberg – gitarr

## Diskografi
Studioalbum
- 2000 – Uppers for Downers
- 2002 – Speed

Singlar
- 1999 – "Happy Hooker"
- 2000 – "I Love You"
- 2002 – "Kids in America"